# یواس‌اس کاروان (ای‌ام-۱۵۷)
یواس‌اس کاروان (ای‌ام-۱۵۷) (به انگلیسی: USS Caravan (AM-157)) یک کشتی بود. این کشتی در سال ۱۹۴۲ ساخته شد.